# Mortensrud

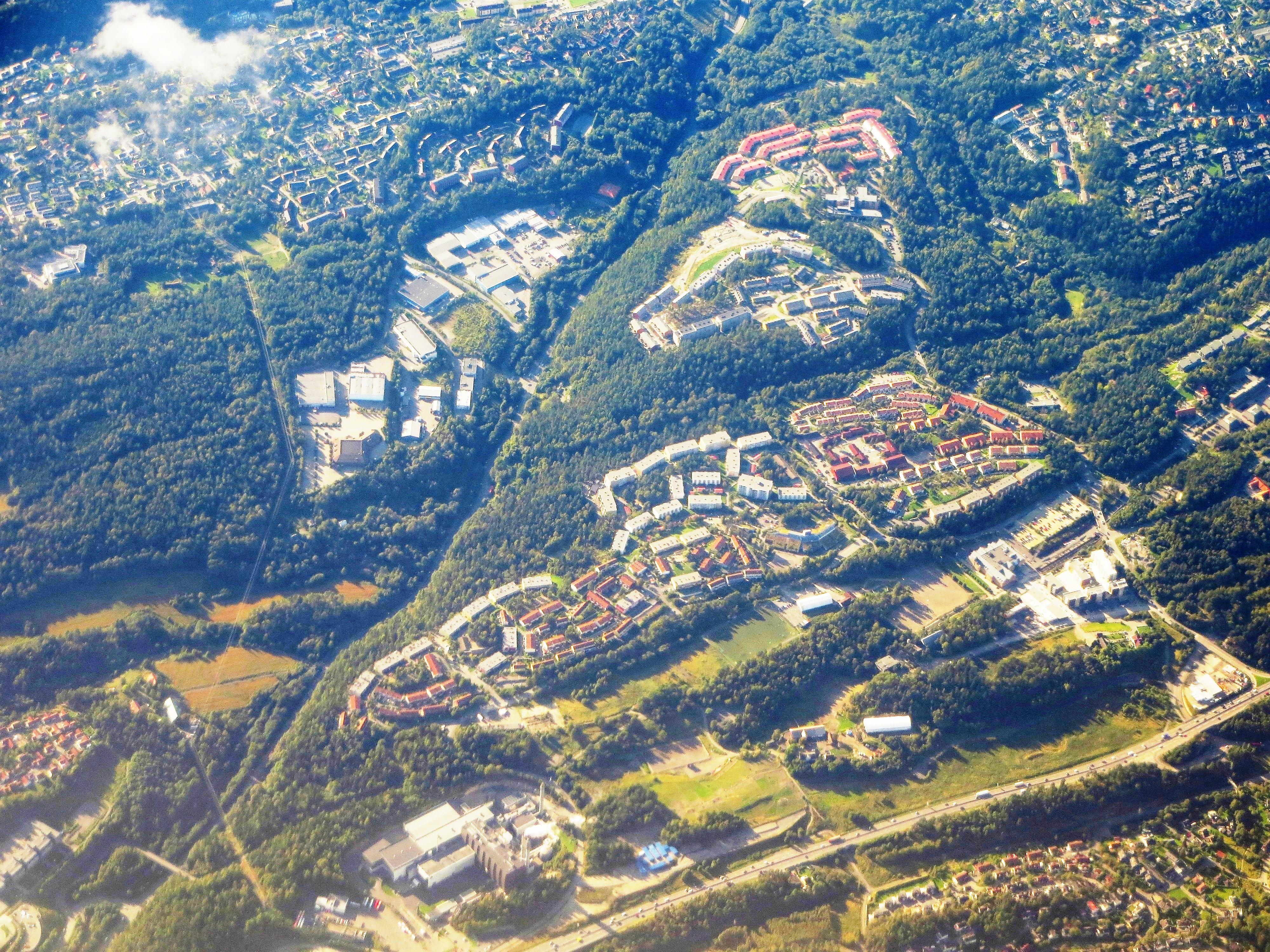
Mortensrud (unten rechts) und Hauketo (oben links)

Mortensrud ist ein Stadtviertel in der norwegischen Hauptstadt Oslo. Das Viertel liegt im Stadtteil Søndre Nordstrand.

## Lage und Verkehr
Mortensrud liegt südöstlich des Osloer Stadtzentrums im Norden des Stadtteils Søndre Nordstrand. Im Norden grenzt der Stadtteil Nordstrand an. Östlich von Mortensrud verläuft die Europastraße 6 (E6) in Nord-Süd-Richtung. Über die Linie 3 ist Mortensrud an das Osloer U-Bahn-Netz angeschlossen. Mortensrud ist die Endstation.

## Geschichte
Der Aufbau des Stadtviertels begann Mitte der 1980er-Jahre. Bevor das Stadtviertel entstand, gehörte das Gebiet größtenteils zum Hof Mortensrud. Das dazugehörige Bauernhaus aus dem 17. Jahrhundert blieb erhalten. Im Jahr 1986 nahm die erste Schule ihren Betrieb auf. Im Jahr 1998 wurde die Ausweitung des U-Bahnnetzes von Skullerud nach Mortensrud fertiggestellt.
Der Bau der Mortensrud kirke, einer Kirche mit rund 550 Sitzplätzen, wurde im Jahr 2002 abgeschlossen.